# Zeidan
Rosângela de Oliveira Zeidan (Rio de Janeiro, 23 de janeiro de 1968) é uma política brasileira, filiada ao Partido dos Trabalhadores (PT). Está em seu terceiro mandato como deputada estadual do Rio de Janeiro. 

## Biografia
Zeidan é filiada ao PT desde 1986, e foi presidente municipal do partido em Maricá. Foi casada durante 23 anos com o ex-prefeito do município, Washington Quaquá, até julho de 2020, quando o casal se divorciou.
Após concorrer em 2010, sem sucesso, foi eleita em 2014 ao cargo de deputada estadual no Rio de Janeiro para a legislatura 2015-2019, com 60.810 votos.
Em abril de 2015, em polêmica votação, foi uma dos parlamentares a votar a favor da nomeação de Domingos Brazão para o Tribunal de Contas do Estado do Rio de Janeiro, nomeação esta muito criticada na época.
A deputada se posicionou contra um pacote de medidas econômicas austeras enviado pelo governador Luiz Fernando Pezão em 2016, que incluía a redução de programas sociais, cortes salariais e o aumento da taxação sobre os servidores estaduais.
No dia 20 de fevereiro de 2017, votou contra a privatização da CEDAE.
Em 17 de novembro, votou pela manutenção da prisão dos deputados Jorge Picciani, Paulo Melo e Edson Albertassi na Operação Cadeia Velha, deflagrada pela Polícia Federal.
Reelegeu-se deputada estadual em 2018 com 48.807 votos.
Em 22 de outubro de 2019, votou pela soltura dos deputados eleitos André Correa, Luiz Martins e Marcus Vinicius Neskau. A decisão se estendeu a Chiquinho da Mangueira e Marcos Abrahão, que também foram presos na operação Furna da Onça em novembro de 2018.
Em 2022, foi reeleita deputada estadual com 50.743 votos.
Em fevereiro de 2024, votou a favor da manutenção do mandato da deputada Lucinha, que havia sido afastada do cargo pelo Tribunal de Justiça do estado, acusada de possuir ligações com milicianos.

## Desempenho eleitoral
| Ano  | Eleição                     | Candidata a       | Partido | Votos  | %     | Resultado  | Ref    |
| ---- | --------------------------- | ----------------- | ------- | ------ | ----- | ---------- | ------ |
| 2010 | Estaduais no Rio de Janeiro | Deputada estadual | PT      | 22.218 | 0,30% | Não eleita | [ 10 ] |
| 2014 | Estaduais no Rio de Janeiro | Deputada estadual | PT      | 60.810 | 0,85% | Eleita     | [ 10 ] |
| 2018 | Estaduais no Rio de Janeiro | Deputada estadual | PT      | 48.807 | 0,71% | Eleita     | [ 10 ] |